# Pierre Fatou

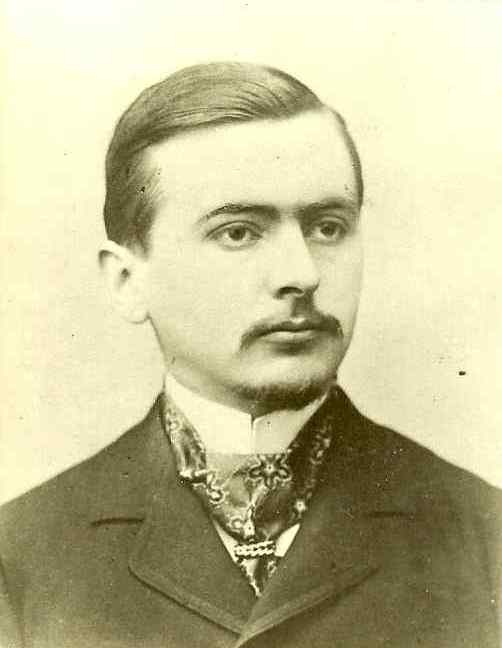
Pierre Fatou

Pierre Joseph Louis Fatou (* 28. Februar 1878 in Lorient; † 10. August 1929 in Pornichet) war ein französischer Mathematiker.

## Leben und Werk
Nach dem Studium an der École normale supérieure in Paris von 1898 bis 1900 arbeitete er ab 1901 am Observatorium in Paris. Neben seinen astronomischen Forschungen lieferte er eine Vielzahl mathematischer Arbeiten und promovierte 1907 in Mathematik mit einer Arbeit über trigonometrische Reihen und Taylorreihen. Diese war eine der ersten Anwendungen des Lebesgueintegrals auf andere Probleme der Analysis. Bereits im Jahre 1906 untersuchte er die Iteration gewisser rationaler Funktionen. Später befasste er sich ausführlicher mit dem Thema und veröffentlichte in den Jahren 1919 und 1920 (in drei Teilen) seine umfangreichen Untersuchungen über Iteration rationaler Funktionen. Unabhängig davon wurden solche Untersuchungen gleichzeitig auch von Gaston Julia durchgeführt. Fatou wollte ursprünglich am 1915 für das Jahr 1918 ausgeschriebenen Wettbewerb für den Preis der Akademie der Wissenschaften teilnehmen, der diesem Thema gewidmet war, und veröffentlichte erste Ergebnisse in den Comptes Rendus im Dezember 1917. Nachdem Gaston Julia, der zu ähnlichen Ergebnissen gekommen war, in einer Note in den Comptes Rendus 1917 Prioritätsansprüche anmeldete (er hatte seine Arbeit zuvor in einem versiegelten Umschlag bei der Akademie hinterlegt), nahm er davon Abstand.

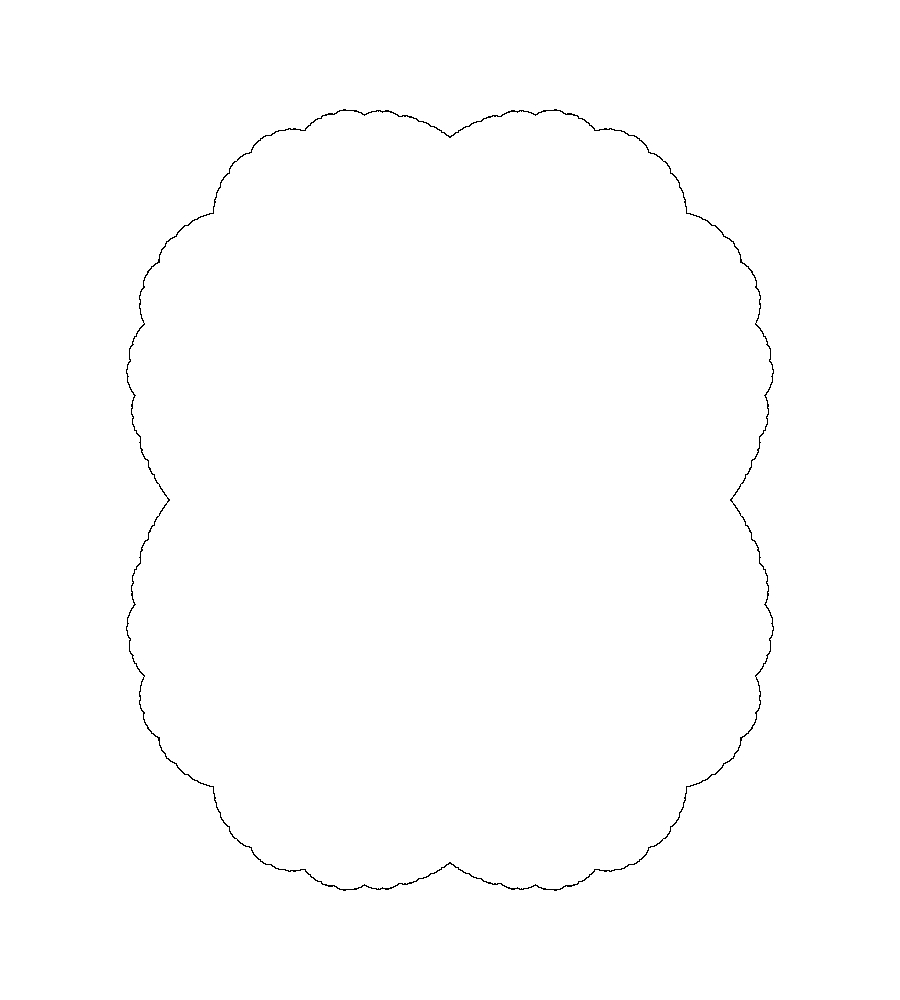
Juliamenge von. Fatou zeigte 1906, dass sie eine nicht-analytische Jordan-Kurve ist.

Die in der Theorie grundlegenden Mengen werden heute als Fatoumenge und Juliamenge bezeichnet. Fatou und Julia definierten diese Mengen auf unterschiedliche Weise. Heute folgen praktisch alle Lehrbücher über Komplexe Dynamik, wie die Fatou-Juliasche Iterationstheorie auch genannt wird, dem Fatouschen Zugang. Bis Anfang der 1980er Jahre fand die Komplexe Dynamik relativ wenig Beachtung, trotz wichtiger Beiträge von Hubert Cremer, Carl Ludwig Siegel und anderen. Dann stieg das Interesse daran stark an, zum einen auf Grund der schönen Computergraphiken von Juliamengen, die durch Benoît Mandelbrot, Heinz-Otto Peitgen und andere einem breiten Publikum bekannt wurden, zum anderen durch wichtige neue mathematische Methoden, die durch Dennis Sullivan, Adrien Douady, John H. Hubbard und weitere Mathematiker eingeführt wurden.
Bei der Untersuchung der Iteration von Funktionen zweier komplexer Veränderlicher wurde Fatou auf die heute Fatou-Bieberbach-Gebiete genannten Mengen geführt. Im Jahre 1926 untersuchte er auch die Iteration ganzer transzendenter Funktionen. Ein weiteres bedeutendes Ergebnis seiner Arbeiten ist das Lemma von Fatou und der Satz von Fatou aus seiner Dissertation, der Bedingungen angibt, wann eine im offenen Einheitskreis definierte holomorphe Funktion punktweise auf den Rand fortgesetzt werden kann.
Er veröffentlichte auch über Himmelsmechanik, zum Beispiel Doppelsternsysteme. Ein Jahr vor seinem Tod erhielt er 1928 den Titel eines Astronomen. Er war Mitglied der Ehrenlegion.
Er war ab 1904 Mitglied der Société Mathématique de France (SMF) und 1926 deren Präsident.